# Geraes
Geraes è l'ottavo album del cantante e compositore brasiliano Milton Nascimento, pubblicato nel 1976 dalla EMI.
| Recensione                    | Giudizio |
| ----------------------------- | -------- |
| AllMusic                      | [ 1 ]    |
| The Rolling Stone Album Guide | [ 2 ]    |

## Tracce
1. Fazenda – 2:40 (testo: Nelson Angelo)
2. Calix Bento – 3:30 (testo: Tavinho Moura)
3. Volver a los 17 (featuring Mercedes Sosa) – 5:10 (testo: Violeta Parra)
4. Menino – 2:47 (testo: Milton Nascimento e Ronaldo Bastos)
5. O Que Será (À Flor da Pele) (featuring Chico Buarque) – 4:10 (testo: Chico Buarque)
6. Carro de Boi – 3:40 (testo: Maurício Tapajós e Cacaso)
7. Caldera (instrumental) (featuring Grupo Agua) – 4:25 (testo: Nelson Araya)
8. Promessas do Sol (featuring Grupo Agua) – 5:00 (testo: Milton Nascimento e Fernando Brant)
9. Viver de Amor – 2:34 (testo: Toninho Horta e Ronaldo Bastos)
10. A Lua Girou – 3:42 (testo: Milton Nascimento)
11. Circo Marimbondo (featuring Clementina de Jesus) – 2:55 (testo: Milton Nascimento e Ronaldo Bastos)
12. Minas Geraes (featuring Grupo Agua) – 5:13 (testo: Novelli e Ronaldo Bastos)

Tracce bonus nell'edizione CD del 1994
1. Primeiro de Maio – 4:49 (testo: Chico Buarque e Milton Nascimento)
2. O Cio da Terra – 3:55 (testo: Chico Buarque e Milton Nascimento)